# Syndrom unikania cienia
Syndrom unikania cienia, zespół unikania cienia, unikanie cienia (ang. Shade Avoidance Syndrome, SAS) – zmiany w morfologii i fizjologii roślin, które występują w odpowiedzi na niedobór promieniowania czynnego fotosyntetycznie (PAR) spowodowany sąsiednią roślinnością. Syndrom unikania cienia prowadzi do zmniejszania obecnego lub przyszłego zacienienia.
Obejmuje szereg reakcji (poniżej podano przykładowe):
- wydłużenie hipokotylu u siewek,
- odchylenie osi wzrostu w stronę bardziej oświetloną,
- zaginanie w górę liścieni i liści właściwych,
- wzrost ogonków liściowych,
- przyspieszenie kwitnienia,
- zmniejszenie ilości rozgałęzień kwiatostanu wyrastającego z rozety,
- wydłużenie międzywęźli,
- wydłużenie fazy wegetatywnej,
- zwiększenie dominacji wierzchołkowej.